# 和田完二
和田 完二（わだ かんじ、1896年6月12日 - 1968年8月13日）は、日本の経営者。丸善石油(現在のコスモ石油)社長を務めた。

## 経歴
兵庫県豊岡市出身。1914年に旧制豊岡中学校を卒業。満鉄での勤務を経て、1930年に丸善石油に転じ、1951年11月に専務に就任し、1952年10月には社長に昇格し、1963年までに務めた。
1959年に紫綬褒章を受章し、1967年に勲三等旭日中綬章を受章。
1968年8月13日、心筋梗塞のために死去。72歳没。